# Дейтон-Лейкс (Техас)
Дейтон-Лейкс (англ. Dayton Lakes) — місто (англ. city) в США, в окрузі Ліберті штату Техас. Населення — 45 осіб (2020).

## Географія
Дейтон-Лейкс розташований за координатами 30°8′37″ пн. ш. 94°48′57″ зх. д. / 30.14361° пн. ш. 94.81583° зх. д. (30.143605, -94.815820).  За даними Бюро перепису населення США в 2010 році місто мало площу 2,51 км², з яких 2,22 км² — суходіл та 0,29 км² — водойми.

## Демографія
Згідно з переписом 2010 року, у місті мешкали 93 особи в 33 домогосподарствах у складі 22 родин. Густота населення становила 37 осіб/км².  Було 59 помешкань (23/км²).
Расовий склад населення:
| - 96,8 % — білих - 2,2 % — осіб інших рас |

До двох чи більше рас належало 1,1 %. Частка іспаномовних становила 11,8 % від усіх жителів.
За віковим діапазоном населення розподілялося таким чином: 21,5 % — особи молодші 18 років, 67,7 % — особи у віці 18—64 років, 10,8 % — особи у віці 65 років та старші. Медіана віку мешканця становила 38,6 року. На 100 осіб жіночої статі у місті припадало 116,3 чоловіків;  на 100 жінок у віці від 18 років та старших — 121,2 чоловіків також старших 18 років.
За межею бідності перебувало 16,5 % осіб, у тому числі 14,8 % дітей у віці до 18 років та 27,3 % осіб у віці 65 років та старших.
Цивільне працевлаштоване населення становило 30 осіб. Основні галузі зайнятості: виробництво — 50,0 %, науковці, спеціалісти, менеджери — 13,3 %, транспорт — 10,0 %, роздрібна торгівля — 10,0 %.